# Qiemo
Qiemo (léase Chié-Mo; en chino, 且末县; pinyin, Qiěmò xiàn) también conocida por su nombre uigur de Qarqan (en uigur: چەرچەن, romanizado: Qarqan; en chino, 恰尔羌; pinyin, Qià'rqiāng) es un condado bajo la administración directa de la Prefectura Bayingolin en la Región autónoma de Sinkiang, República Popular China. Bañada por el río Qiemo, su área es de 138 664 km² y su población total para 2010 superó los 65 mil habitantes.

## Administración
Desde octubre de 2019, el condado Qiemo se divide en 13 pueblos que se administran en 6 poblados y 7 villas.